# 對反對逃犯條例修訂草案運動的國際反應

截至2019年10月8日支持或谴责抗议活动的国家或地区:
中華人民共和国实控領土，包括香港和澳门
中立
没有陈述
支持抗议活动
谴责抗议

反對《逃犯條例》修訂草案運動在香港發生，並且在华人及國際社會产生反響。

## 亞洲地區

### 中华人民共和国

#### 中央政府
针对美国、英国等西方国家和欧洲议会聲援反送中運動，外交部驻港公署多次发声强硬表态；国务院港澳办公室主任及發言人多次稱反送中運動為顏色革命，“光复香港，时代革命”等口号是港独口号；国务委员兼外交部部长王毅在北京同荷兰外交大臣布洛克共见记者时表示“坚决反对外部势力插手香港事务”。他指出，“一些西方势力利用这个问题，兴风作浪，挑拨对立，企图破坏香港和平稳定，破坏一国两制”，并警告有关方面“请收回你们的黑手！香港事务是中国内政，香港不是你们横行的地方！” 官媒《人民日报》也对此发表評論員文章《堅決反對外力干預香港事務》：“安全是香港繁榮穩定的基本保障，法治是香港社會珍視的核心價值。香港事務純屬中國內政，任何國家和任何外部組織、個人都無權干預。敦促有關各方立即停止以任何形式干預香港事務，不做任何損害香港繁榮穩定的事。”外交部發言人华春莹表示：“香港有外国势力在背后操纵、策划组织实施有关行动。中国绝不会容忍任何外国势力插手香港事务，中方奉劝美国趁早收回他们在香港伸出的黑手”。
2019年香港七一衝突发生次日，中国中央电视台《新闻联播》刊播央视快评《香港的法治不容挑战》；7月21日示威者围堵中联办後翌日，中央电视台《新闻联播》再度刊播央视快评《尊重主流民意 维护香港安宁》。
此外，海關在6月底向集運公司發出通告，指會嚴查黃色頭盔、黃色雨傘、手套、口罩等商品。鳳凰集運、三倍速集運等經營淘寶集運的公司7月再在網站發稿，指收到内地海關通告，被警告禁運黃色頭盔、黃色雨傘、旗幟、宣傳橫額、無人機、手套、口罩、擴音器、黑T恤等到香港，更稱一旦發現會追究到底，「後果無比嚴重」。通知由7月11日起生效。
人民日報指責美國幕後參與，全國政協副主席兼香港前行政長官董建華及臺灣部分統派媒體指責民進黨幕後訓練與資助示威者，蔡英文總統否認。
8月7日，国务院港澳办和中央政府驻港联络办在深圳共同举办香港局势座谈会。会议中强调当前最急迫和压倒一切的任务是“止暴制乱，恢复秩序，共同守护我们的家园，阻止香港滑向沉沦的深渊”。
8月11日，港澳辦發言人楊光表示極端示威者「喪心病狂」攻擊警察，已構成嚴重暴力犯罪，並「開始出現恐怖主義苗頭」。29日，国务院新闻办公室召开介绍国庆庆祝活动的记者会。包括“光头警长”刘泽基在内的，数位身处事件前线的香港警察受邀参加国庆阅兵观礼。此次邀请香港警察参加国庆观礼虽非首次，但被外界认为是中央政府表达对香港警察的认同和支持。
9月2日，外交部發言人耿爽在回答記者就香港局勢的提問時認為在香港发生的示威游行活动完全超出集会、游行、示威自由的范畴，已经演化为极端暴力行为，严重挑战了香港法治和社会秩序，严重威胁到香港市民的生命财产安全，也严重触碰了“一国两制”的原则底线。
9月6日，國務院總理李克強在北京與德國總理默克爾會談時，回應香港修例風波，中國希望香港避免出現動盪。李克強說：「中國政府堅定不移維護一國兩制、港人治港、高度自治，而且支持特區政府依法止暴制亂、恢復秩序」。這是自6月開始反修例示威持續3個月以來，中華人民共和國最高層領導人首次正式回應香港修例風波。
11月6日，中共中央政治局常委、国务院副总理韩正在钓鱼台国宾馆会见香港特别行政区行政长官林郑月娥時表示，中央对林郑月娥行政长官和管治团队，以及香港警队恪尽职守的工作表现是充分肯定的。止暴制乱、恢复秩序仍然是香港当前最重要的任务。
11月14日，中共中央总书记、国家主席习近平在巴西利亚出席2019年金磚國家峰會时表示，止暴制乱、恢复秩序是香港当前最紧迫的任务，并称将继续坚定支持行政长官带领香港特别行政区政府依法施政，坚定支持香港警方严正执法，坚定支持香港司法机构依法惩治“暴力犯罪分子”。
12月16日上午，国务院总理李克强在北京市人民大会堂会见到京述职的香港行政长官林郑月娥，听取林郑月娥的汇报。李克强肯定了林郑月娥的工作，希望特区政府依法止暴制乱，研究香港社会的深层次矛盾。身兼中央港澳工作协调小组组长的副总理韩正亦有陪同李克强会见林郑月娥。 
中央港澳工作領導小組常務副組長、港澳辦主任夏寶龍在全民國家安全教育日稱，2019年修例風波為「顏色革命」，雖然它沒有得逞，但它是香港歷史上永遠抹不去的「傷疤」，「永久的痛」，沒有人能抹去這段慘痛的記憶，是懸在人們頭上時時敲響的一口警鐘，每時每刻都在警醒着人們。

#### 官方媒體
中国大陆的官方媒體通常側重報道運動對香港所造成的负面影响。
8月27日，《环球时报》发表社评，针对中国内地社会舆论，批驳在香港实行一国一制的观点，表达维护香港一国两制、高度自治的态度。
9月4日，新華社發出題目為《沉重的底色与扭曲的方向——香港修例风波背后的一些社会深层根源》的分析此事件成因的報道，文章指出高房價，高租金。其薪資增長率低，年輕人上升困難 社會成為啞鈴社會，此文章還指出香港的基尼系数为0.539，已大大超过危险警戒线的0.4。并且指出香港有300多平方公里可开发用地却没有开发。

#### 網絡輿論
紐約時報中文網報導指2019年6月之前，中國内地與香港矛盾早已挑起陆港双方多年对立。当香港对大陆冠以蝗虫、强国人、支那人之类歧视称呼时，大陆以港燦回应。6月反送中运动爆发的初期，内地尚处于消息封锁阶段。知晓该事件细节的民众对较为和平的运动表示理解。此后随著暴力升級，事態轉變利於官方操作激发民間的爱国情怀和反港独情绪，官方宣傳渠道發起攻勢「佔領輿論陣地」，各個媒體開始密集報道香港抗議示威中的「暴力」，著重刻畫抗議者「受外國資助暴力亂港」的形像。主要民眾開始可以接收官方集中發放的部分資訊，包括中国国家象征的国旗、国徽被示威人士損壞，中央驻港机构被暴力冲击，内地人被殴打等一系列消息，挑起內地民眾的負面情緒並引起极度反感。中央政府对运动的定义——美英、台湾制造的香港版“颜色革命”被大众普遍接受，对运动持坚决反对态度。而对事件当事人，亦有与香港舆论对立的评价，香港抗议者舆论中的“黑警”——香港警察，在内地輿論中成為“英雄”。因2019年7月葵涌警署外衝突受到关注、被称为“光头警长”的刘泽基，成为中国内地社交媒体上的“网红”。
在内地社交媒体和新闻网站受严格控制的背景下，自由亚洲电台指，中国政府通过一系列举措，包括“官媒发布假新闻、内地网络平台准许发布虚假的消息，引导民众仇视香港抗争者”。紐約時報中文網報導则指“中国政府对香港抗议采取强硬态度，一定程度上与国内日益升温的敌视香港的强大民意压力和民族主义有关联。国内外一部分自由主义者和民主派把这种民意简单地归咎于中共操纵媒体，遮蔽信息，有选择地报道香港抗议的结果，可这是不够的，而且易于偏离焦点。”亦有近四十年来，中国民众“从经济利益的角度看世界”、认同“以个人权利为代价换取经济增长”的政治背景。
在微博上對如何結束運動的公開討論中，除有輿論點集中於在香港实行一国一制，還有网民表示中央政府以武力镇压结束，更有认为应该效仿六四事件，出动坦克清场。2019年7月下旬，帝吧发起针对香港的网络出征因故取消。8月17日，帝吧再度出征。当微博用户以“中国北方人（内地人）”身份，表达反对中国内地对运动进行武力镇压的网络舆论观点，以及“出征”時，引起大量用户质疑。网民与其交流发现此用户并不了解内地文化，遂确定此人不是内地人，视为“境外敵對勢力”、“境外网特”冒用内地民众名义表达意见。中国官媒《人民日报》、上海市公安局的官方微博帐号表示赞同。郑永年接受《人民日报》海外版采访时，提及以切断供水的方式，间接结束运动。虽然，亦在中文網絡平台上获得集中支持。

#### 海外留学生以及华侨华人
海外的中国内地留学生以及华侨则普遍表达对中央政府的支持。在美国、英国、澳大利亚、法国、德国、加拿大、菲律宾、日本等地，当地华侨华人和中国留学生举行集会，声援香港特区政府和香港警察。在部分国家的内地留学生与参与示威的香港留学生发生冲突。
8月16日晚，在墨尔本维多利亚州州立图书馆前，部分香港留学生集会于此，墨尔本中国留学生及华人移民自发来到集会地点挂起国旗声援祖（籍）国，将他们团团包围。
8月17日中午，3000多名华侨华人聚集在澳大利亚悉尼贝尔莫尔公园。部分和平集会者人高举“向香港暴乱Say No（说不）”“挺警队　惩暴徒　守家园”等标语。有学生認為，“港独”分子在澳大利亚不断有动作，散布了很多谣言，让人非常气愤。“我觉得我们不能再沉默，要把真相说出来，让澳大利亚当地人知道香港到底发生了什么。”一位华侨汽车行业从业者認為，香港机场发生的事情非常恶劣，“外国媒体的报道有失偏颇，我们希望通过游行让外国人知道事情的真相”。
8月17日，在德国的华人华侨和内地留学生在柏林、汉堡和科隆三大城市举行“爱国护港”集会。
8月18日中午，来自英国各地的上千名华侨华人和留学生当天在伦敦市中心的中国城广场集合，沿路一直游行到特拉法加广场，举行“反暴力、救香港”集会，稱「支持香港特区政府依法施政、支持香港警察严正执法、反对暴力」。全英学联呼吁广大在英留学人员在保证自身安全的前提下克制、冷静、包容、理性爱国，并表示全英学联坚决支持香港特区政府与警察。此次集会虽然参与人数众多，但现场井然有序。另外在曼彻斯特、爱丁堡等英国其他城市的当地华侨华人和中国留学生近日也举行了集会，声援香港特区政府和香港警察。
8月20日，在匈牙利的华人华侨与留学生举行集会。集会者在布达佩斯的华商聚集区“欧洲广场”集合，目的谴责"少数香港暴徒"的暴力行径，支持香港警察严正执法。有来自香港的留学生参加了这场活动，并表示“我们虽然是两个制度，但我们始终是同一个国家”，“我希望当地的香港人可以一起支持警察。我们需要反对暴力，因为暴力不能解决任何事情，我相信”。

#### 澳門
澳門與大陸暫時未簽署刑事司法協助協議，但多次以其他方式移交逃犯。特區政府持觀望態度。。澳門民主發展聯委會促請香港特區政府撤回逃犯條例的修訂，籲請中央政府緊守一國兩制的承諾，確保香港包括司法制度的原有制度和香港人的生活方式五十年不變。
澳門立法會議員蘇嘉豪認為，如果香港強行通過修法，澳門將很快跟上。議員吳國昌表示同意，認為澳門有能力重新推出2015年澳門政府曾撤回的《區際刑事司法協助法》，視乎中央政府的態度。前新澳門學社理事長、澳門事務海外觀察員周庭希認為，如果澳門政府重提2015年的法案，會給人權帶來比3年前更大的衝擊：「尤其是現在提倡粵港澳大灣區融合的前提下，澳門將不再成為澳門人受到保護的地方。」
2019年6月，香港行政長官林鄭月娥受訪時被記者問及有否在《逃犯條例》事件上出賣香港，她對此哽咽落淚否認。對此澳門律師公會會長華年達在接受記者訪問時說，他自己「絲毫不被香港行政長官的眼淚所觸動」，直指她的淚水是「謊言」(葡萄牙語：aldrabice) 的一部分。他同時批評「示威者只限於年青人」以及「示威者不愛國、受外國勢力煽動」等指摘是「侮辱、冒犯、大謊言」。他指出，上街遊行提出訴求的群眾數量龐大、廣泛分佈於不同階層，當中也不乏愛國者；他認為「這些人都是被反華外國利益所操弄」這種說法「侮辱了香港市民」。他又表示如果他在香港，他一定會全力支持反對修法的示威者，又形容修例是一國兩制中「兩制」的「棺材」。此外，他亦對部分澳門人對法案的態度作出評論，他認為澳門市民不會做出香港人正在做的事，因為大部份澳門人「視野狹隘，只會看到自己後花園的那片小天地，也沒有國際視野」，看不見《逃犯條例》可能帶來的嚴重影響。

##### 在澳聲援香港活動遭政府反對
2019年8月14日，澳門網絡流傳一張號召市民於同月19日晚上八時到議事亭前地原地默站，以聲援香港市民抗爭的海報，內文強調活動「合法、理性、和平」，當天午後一張與默站海報一樣但被寫上「拒絕」兩個大字的圖片在網上流傳，在網上散播被更改的圖片的人批評「默站」活動策劃人想「搞亂澳門」，此外，亦有聲音指澳門人應享有《澳門基本法》明文規定的言論及集會自由，質疑批評者宣稱的一次站默活動就能「搞亂澳門」的可能性。另外，澳門居民在行使《基本法》第27條所賦予的集會、遊行自由時，僅須按法律規定提前向治安警察局作出通知，與香港遊行集會的舉辦方須事先向警方申請「不反對通知書」不同。。默站活動海報流傳翌日，市政署便以「殷皇子噴泉及議事亭噴泉系統設備改善工程（水池部份）」為由圍封噴水池現場，圍封時間是8月14日到至9月15日。澳門江門青年會到政府總部遞交請願信，要求政府引用基本法23條，「不批准」有關集會。該會會長、立法會議員鄭安庭表示，「有關訴求係擾亂澳門安定繁榮，所以，我們有權向特區政府表達。」最終，治安警察局鑑於香港近期的衝突對社會秩序和法治造成嚴重影響，決定不容許這次集會；活動主辦方隨後表示不上訴，鄭重提醒欲參加集會的澳門市民不要在當天聚集在活動地點，否則可能觸犯相關法律被處以加重違令罪而定之刑罪。不過，直選議員吳國昌質疑治安警純粹以政治判斷反對集會，未說明集會所違反的澳門具體法律。周庭希呼籲治安警不應過度將集會目的詮釋集會為支持違法行為，尊重發起方針對香港警方採用武力的力度而舉辦和平集會的權利。
當晚，警方嚴陣以待，出動過百名大批軍裝及便衣警，沿途搜查行人證件。到晚上8點半，警方截查一對男女後，將他們帶到北區警司處。警方在檢查女子的手袋時發現一張香港反送中的貼紙，遂懷疑她參與集會將其帶走。而身份為香港大學生的鄒姓男子則表示自己來拍攝澳門居民有關集會的意見。兩人到深夜2點20分才獲釋。警方還帶走了另外5名男士進行調查。警方同時還派出26名刑事偵查人員，前往殷皇子馬路一帶娛樂場周邊、福隆新街及議事亭前地一帶進行例行反罪惡巡查行動，行動中合共截查了30人，沒有帶走任何人士。此外，曾傳出林鄭月娥建議「撤回」《逃犯條例》修訂草案，但中央政府不接受、且下令不要屈服；环球时报总编胡锡进在推特上称此消息为“假新闻”，旨在关键时机挑拨特区政府与中央政府的关系。
有本澳居民原本擬定於9月18日、27日及10月4日分別在塔石廣場及友誼廣場再次舉行反警暴主題的集會，均被澳門警方禁止。其後申請人上訴亦失敗，終審法院裁決書指相關集會干預香港特區内政，違反本澳憲制。
10月1日下午，有兩名澳門青年男子在澳門多處張貼帶「港澳連枝 風雨扶持」等字句的撐香港傳單張貼時，被治安警以涉嫌觸犯毁損罪爲由帶走調查。

### 中華民國

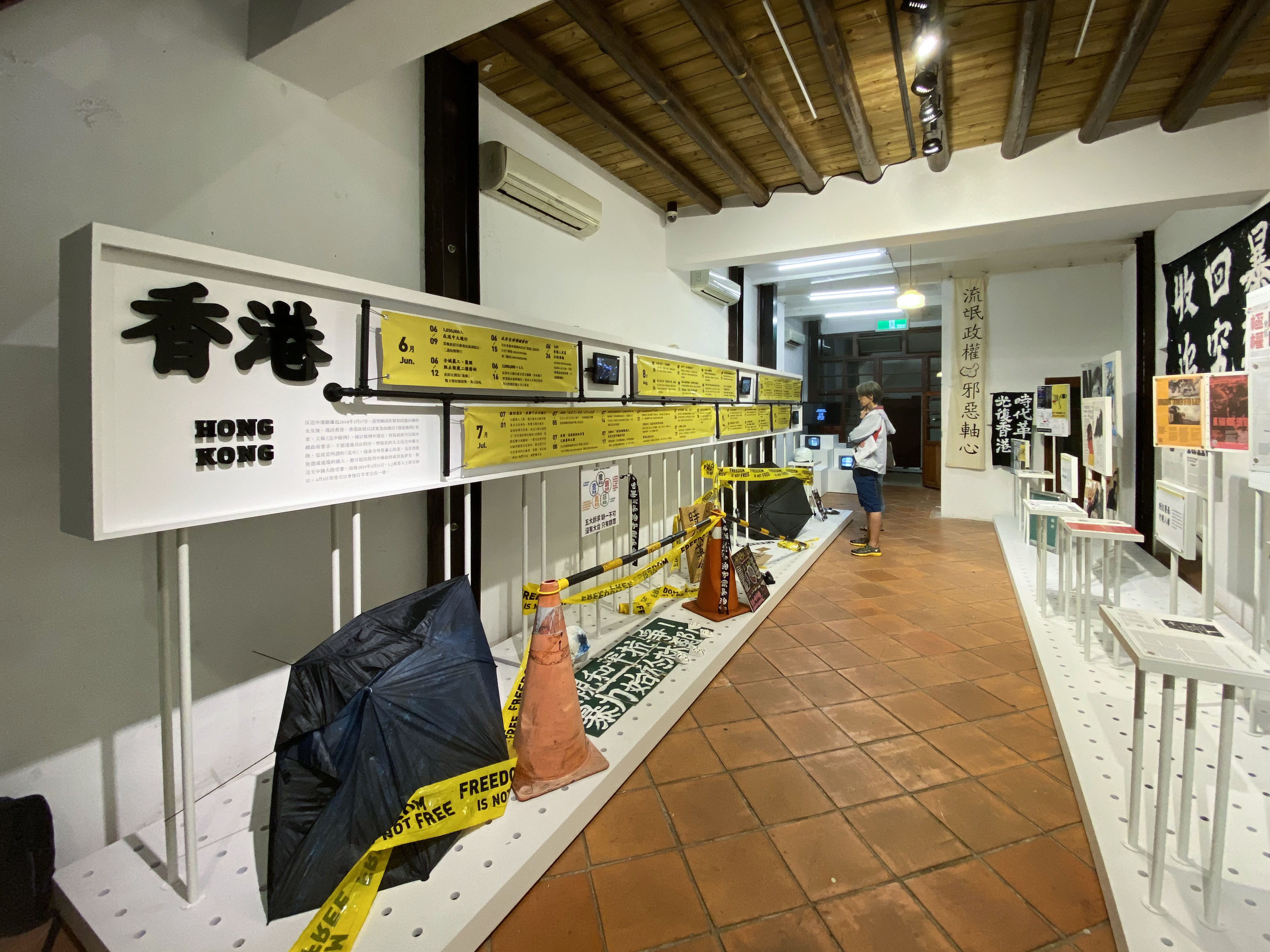
2019年11月中至同年12月1日，民間團體組成的「守民主護台灣大聯盟」在臺北市剝皮寮歷史街區舉辦「Freedom is not Free 台港民主運動展」

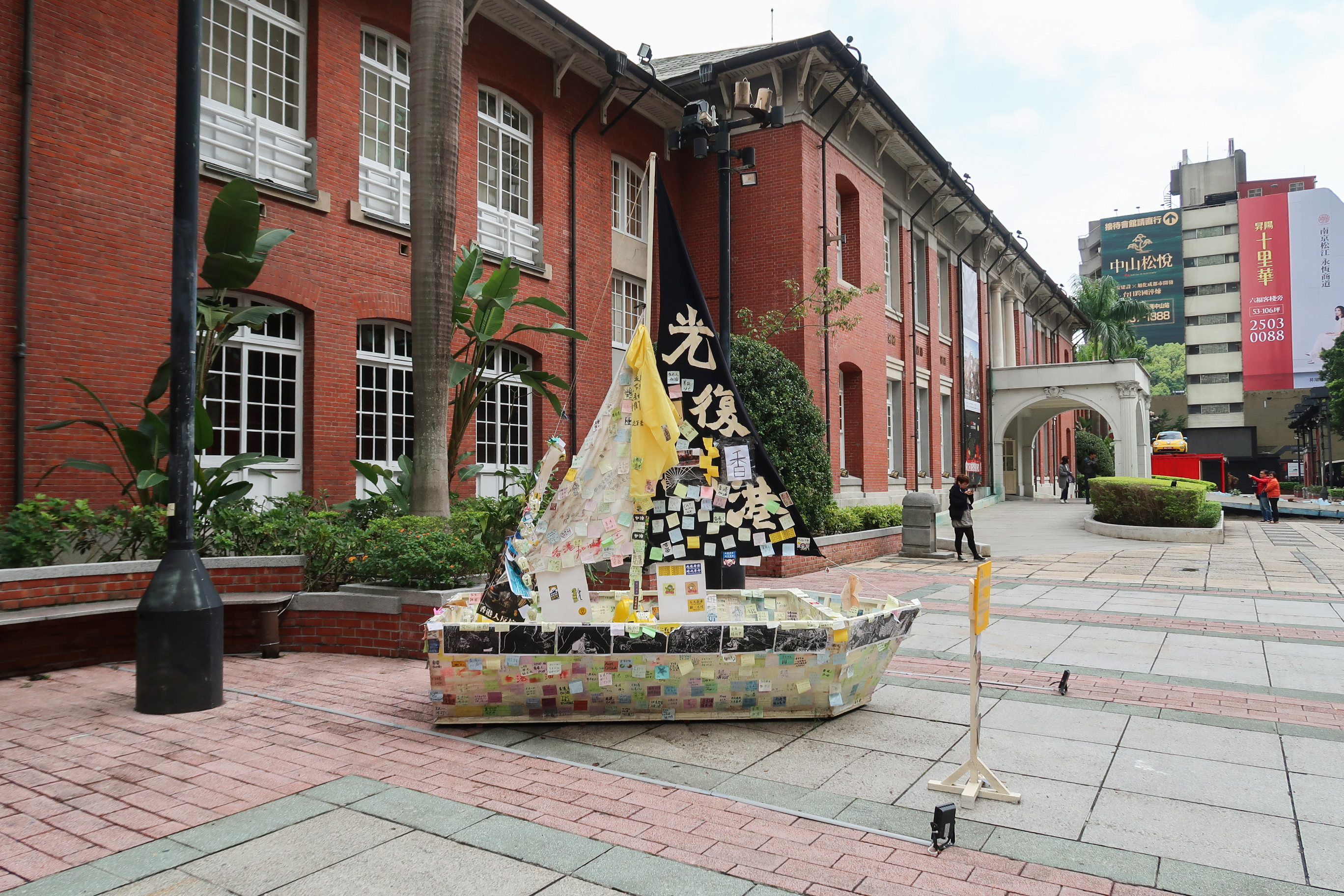
位於臺北市台北當代藝術館的「自由號連儂船」

蔡英文於6月表示與香港市民同在，並指出臺灣爭取民主經過艱辛，故須守護和革新。同時重申參考香港民主在主權移交後急速倒退的情況，只要她仍是總統，一國兩制永不可能是臺灣前途之選項。 她也在Instagram聲援在前綫的香港人，稱臺灣人會支持言論自由和民主的抗爭者。外交部聲明他們與香港並肩反送中和守護法治。 他們也批評港府以臺灣作為推動法案的藉口，指出港府曾多番拒絕中華民國政府引渡陳同佳的請求。中華民國外交部長吳釗燮表示非常担心中国政府可能试图用更暴力的方式镇压抗议者。国际社会不应容忍这样的事情。
執政的民主進步黨其後在8月12日於 facebook 發表聲明，強烈譴責北京與港府跨越道德底線的暴力作為。聲明指，蔡英文及政府相關單位已明示，將會以人道救援的方式，給予個案上的協助。行政院院長蘇貞昌稍後表示，中華民國關心香港，給予必要的關懷，一方面要守護台灣主權與自由民主，才不會像香港那樣，爭取民主自由卻遭暴力打壓。
在野各黨方面，立法院各黨團包含中國國民黨、時代力量及親民黨黨團於6月17日與執政黨聯合發表聲明，呼籲香港政府尊重人民的訴求應撤回逃犯條例草案，且不認同香港政府以武力方式對待群眾運動，呼籲香港政府應謙卑面對群眾訴求，將衝突降到最低。中國國民黨主席吳敦義發布聲明，希望港府与中国大陆尽速建立与抗争者的沟通管道，寻求共识，让争议和平落幕。具有民代席次的綠黨則表示《逃犯條例》修訂草案是代表中國獨裁政權擴張的象徵，對全球局勢也有影響。
由於《中國時報》、中天電視較少報導有關香港民眾反對《逃犯條例》修訂草案的集會遊行的新聞，且明確支持修訂條例的立場。加上中國大陸透過不同手段滲透台灣，成吉思汗健身俱樂部「館長」陳之漢邀請時代力量籍立法委員黃國昌等人，聯合舉辦「紅色媒體滾出臺灣」遊行，旨在聲援香港反對逃犯條例修訂草案及對親共媒體的報導失實表示不滿。多次衝突亦令更多臺灣人質疑中共，間接令總統蔡英文民望反彈，並勝出民進黨內總統初選。而國民黨的韓國瑜因為對「反送中」遊行「不知情」的回應，不僅遭到香港人的抵制，而且令國民黨的立場進退失據，民望下挫。
2019年11月中至同年12月1日，民間團體組成的「守民主護台灣大聯盟」在臺北市剝皮寮歷史街區舉辦「Freedom is not Free 台港民主運動展」，展示運動中使用的布條、頭盔、自製盾牌，以及許多抗爭的海報、文宣、巨幅標語布條等，同時播放「願榮光歸香港」歌曲和設置連儂牆。到2020年1月，台北當代藝術館展覽「災難的靈視」中，也擺放了「台北藝術大學反送中關注組」製作的「自由號連儂船」和播放抗爭的重大事件。
2020年5月，由於北京政府打算在港定立「港版國安法」，而引起多方強烈反應。台灣外交部指香港再現社會動盪，港府惟有真誠進行社會對話、落實港人自由民主的嚴肅承諾，才是解決問題根本之道。總統蔡英文在社交媒體上表示香港情勢一旦變化，台方或停止適用《港澳關係條例》，因而惹外界質疑要與香港割席。其後林飛帆在社交媒體上透露，台灣不會與香港割席，蔡總統意思並非放棄香港，相反是要清楚正告中國政府，如果中國片面撕毀對香港人民的承諾，台灣會同國際社會一道，推出相應措施及表達應有態度。
事後，蔡英文於27日與行政院長蘇貞昌開會，並達成共識，決定由行政院組成專案小組，由陸委會負責規劃對港人的人道救援方案，並進行跨部門協調和執行。她亦表示台灣與世上所有國家一樣，非常期待香港自治、對自由與人權的保護，都不要受到進一步侵蝕；「我們嚴正呼籲中國政府要懸崖勒馬，不要違反對香港人民50年不變、港人治港的承諾」，讓香港社會可以恢復和平跟對話。
5月28日，陸委會主委陳明通今日出席立法院內政委員會專報前受訪證實，對港人道救援行動方案有四大原則，包括政府主導、跨部會整合、由政府成立法人機構執行整合民間跨部門，以及政府編列預算、挹注經費。蔡英文昨出席民進黨中執會時表示，她與行政院長蘇貞昌討論並達成共識，由行政院組專案，對香港朋友提出人道救援的行動方案，將由陸委會負責規劃、跨部門協調、執行專案及盤整相關資源，並對港人居留、安置和照顧，進行完整規劃，包括預算的匡定及協助機制的明確化等。

### 藏區流亡政府
第十四世达赖喇嘛丹增嘉措在印北马纳利弘法之际接受台湾客家電視台专访時从佛教观点指出，解决问题的唯一方法就是和平对话，而不是让愤怒影响人们的判断，在担忧之余除了为港祈福外，别无他法。流亡藏人团体「西藏青年会」8月初曾发表声明支持香港民众的「反送中」運動，并赞扬港人在捍卫自身基本权利上所展现出的勇气、决心与精神。

### 越南
越南外交部表示，抗议活动是中国的内政。

### 新加坡
逃犯條例以及示威活动或負面影響香港營商環境，加上條例以及示威活动帶來社会動盪，一些金融大亨已將資金從香港移走。其中部分資金流入了香港金融上長期的競爭對手新加坡，令新加坡成為香港「反送中」遊行的得利者。惟於8月11日，內政兼法律部長尚穆根表示新加坡沒有在香港動盪中獲益。
10月16日，新加坡总理李显龙在福布斯全球CEO论坛上表示，“五大诉求”除了羞辱和推翻特区政府，无助于解决当前问题。2020年3月，尚穆根表示，香港的抗議活動「嚴重損害」了警方與公眾之間的關係。他指出，一些示威者對警方以及試圖反對他們的市民採取暴力行為。他補充說，國際媒體對事件的「單方面描繪」更使情況雪上加霜。外交部前常任秘書比拉哈里则表示港青「近乎愚蠢到了極點（我說「近乎」，因為這些傻子的行為持續超出我的預期）。」據報導，新加坡曾制定應變計劃，以防香港的抗議活動激發國內出現動盪局勢。
據《南華早報》報導，通过商業與公共政策研究公司黑箱研究（英語：Blackbox Research）的调查，在1000個受訪的新加坡人中，有超過75%支持香港反修訂《逃犯條例》草案示威。根據《香港自由新聞》於2019年11月的報導，一些新加坡華人普遍對香港的抗議活動表示反感，並經常透過社交媒體表達他們的反對意見。

### 日本
外務大臣河野太郎：「我強烈希望爭議盡早得以解決的同時，香港也能維持自由民主。」
日本首相安倍晉三在參加第八屆中日韩领导人会议會見習近平時表示，对反送中运动持续进行的香港局势表达担忧。安倍晋三指出，香港在“一国两制”之下保持自由且开放的繁荣是很重要的。他并督促中国在处理香港问题时应自我节制，保持香港的自由与开放，並希望香港局势能早日得到解决。

### 
朝鮮民主主義人民共和國官媒《勞動新聞》在2019年7月26日發表的署名評論文章指出，香港近期有一股不純勢力受西方國家指使，以反修訂逃犯條例為藉口，肆意損壞公共設施，衝擊警察總部及立法會大樓，破壞社會穩定。文章又稱香港事態是美國等西方國家及香港分裂勢力狼狽為奸，企圖阻撓中國發展及分裂中國的陰謀產物，謂任何國家、組織及個人都無權干涉香港事務，香港事務純屬中國內政。文章表示朝鲜支持中國及中國共產黨，為解決香港事態所採取的措施。
2019年8月11日，朝鲜外务省发言人表示，最近有外部势力赤裸裸地企图干涉纯属中国内政的香港事务、破坏香港社会的安全和秩序、损害市民的生命和财产，朝方对此表示关切和反对。香港是中国的香港，不容许任何国家、组织和个人破坏中国主权、安全和一国两制的行径。朝鲜全力支持中国党和政府为捍卫国家主权、安全、领土完整和香港繁荣稳定采取的立场和措施。
2019年9月3日，中華人民共和國國務委員兼外長王毅和朝鮮外務相李勇浩會面時，李勇浩重申香港事務純屬中國內政，外國勢力不該干涉。
韓國總統文在寅：香港事务是中国的内政，但韓國外交部于29日否認總統文在寅講過類似的話，指出當時習近平提到香港新疆問題是內政問題，而文在寅只是表示「聽清楚了」，並沒有表示認同。

### 以色列
外交部呼籲居港國人避免參與示威活動，以保安全。

### 伊朗
外交部谴责抗议活动。

### 菲律賓
在一名菲傭於8月因涉嫌參與示威而被捕後，勞工部長指會視乎情況，停止輸出外傭到港。

### 马来西亚
首相马哈迪·莫哈末於9月表示，若果香港當局無法平息示威，而示威者的訴求越來越多，包括自治或獨立，北京政府不會容忍，可能會出動軍隊介入。他又稱，在香港實行的一國兩制有它的限制，又指從來不認為一個國家能夠出現兩種制度。他又於10月受訪時指出，林鄭現處於兩難困境，「一方面必須服從主子要求，一方面良心告訴他，港人『反送中』是對的。但是她知道拒絕相關法律的後果」；為避免北京最終採取嚴厲手段對付香港示威者，令六四事件重演，他認為林鄭月娥最好的做法是辭職。

## 非洲

### 乌干达
烏干達外交部表示支持「一國兩制」，並認為香港是中國的一部分，香港問題屬中國內政，外部勢力不該干涉。

## 歐洲

### 英国
時任外交大臣侯俊偉呼籲港府聆聽示威者訴求，指「政府參與具意義的對話和保護香港的權力、自由和高度自治屬必要，以鞏固其國際聲譽。」他又指維護一國兩制受《中英聯合聲明》約束，且是香港未來成功的關鍵。他隨後更警告若中國大陸不遵守聲明內容，將「面臨嚴重後果」。時任首相文翠珊和繼任的莊漢生也重申聲明是重要、仍然有效、且須被遵守的。英國駐港總領事館亦有開放予示威者庇護。英國政府亦因應香港警方的暴力行為，暫停向他們提供橡膠子彈和催淚氣體等物資。末代香港總督彭定康男爵在天空電視台的訪問中讚揚示威者，並稱「我十分希望（英國）政府會調查最近幾週所發生的示威活動，以及它們如何受管制」。他亦稱自己不同意7月1日的衝突，指在衝擊立法會的行動中「有一些學生表現得愚蠢」。
8月初，外交大臣藍韜文致電林鄭月娥，譴責各方暴力行為，但強調市民有和平示威的權利，並稱暴力不應掩蓋了大多數人的合法行動。

### 德国
2019年6月13日，總理安格拉·默克爾的發言人表示，示威代表主要遊行人士皆和平的徵兆，「而我們呼籲所有持份者確保香港繼續和平」 。
她本人則於同年8月表示，希望透過友善對話停止衝突。又指憲法（基本法）和保護居民自由，必須是任何對話的核心。
8月17日，在德国的华人华侨和内地留学生在柏林、汉堡和科隆三大城市举行“爱国护港”集会，目的是呼唤和平，反对暴力，支持香港同胞和警察的爱国爱港主张，严正抗议任何分裂国家的企图。
8月24日，逾百名留德华人聚集在法兰克福市中心的歌德广场上。集会参与者手持五星红旗和标语手幅，音箱播放《义勇军进行曲》《东方之珠》《龙的传人》等歌曲，还有人身穿印有国旗和爱国标语的T恤。这是继上周末柏林、科隆、汉堡等城市华人举行“爱中国、爱香港”集会之后，法兰克福本周召集的另一场“爱国护港、反对暴乱”集会。距离最远的一位华人甚至携带自制的标语牌，驱车3小时来到法兰克福。集会组织者表示此次集会的共同目的是号召在德华侨华人一起，用理性、和平、合法的方式为祖国发声、守护香港。

### 俄羅斯
外交部發言人瑪麗亞·扎哈羅娃於8月初表示，西方外國勢力透過具體參與騷亂，干預香港事務，目的是摧毀中俄關係。

### 法國
外交部長勒德里昂呼籲香港政府，重新與示威者展開對話，和平解決現時的社會危機，阻止暴力升級。

### 立陶宛
8月23日，大约有百余名立陶宛当地的示威者在维尔纽斯市中心广场上牵手组成人链，声援同一天在香港举行的香港之路、万人牵手行动。有一些反对者手执中国国旗走向维尔纽斯市中心，干扰人链示威者。9月2日，立陶宛外交部召见中国驻立陶宛大使。立陶宛方面指责中国使馆工作人员干涉了8月23日在首都维尔纽斯举行的支持香港民主的示威集会。立陶宛对此表示遗憾，并要求中国使馆保证类似情况不再发生。

### 義大利
意大利國會外交及人權聽證會邀請香港眾志秘書長黃之鋒於11月28日與議員就香港局勢透過視像通話。中國駐意大使館發言人翌日就此表示強烈不滿和反對。總理朱塞佩·孔特於11月30日表示，對於中國使館的說法無法接受，稱中方應尊重意大利國會。外長路易吉·迪马约則指出，「中意簽署了經貿協議，絕不代表中國能對意大利的體制、國會、政府說三道四」。外交委員會因而於12月3日通過一份聲援香港示威的決議案，要求調查香港警察濫用武力情況，釋放示威民眾，並呼籲對禁止社運領袖黃之鋒赴歐演講一事，提出正當理由。

### 梵蒂冈（天主教教廷）
教宗方濟各於11月26日被問到對香港示威的看法時，稱他認為「不只是香港」，很多歐美國家都有類似問題，示威是普遍的事。他又呼籲以對話創造和平，「但不只是針對香港」，還有很多衝突狀況，他現在不能一一評估。

## 美洲

### 美国

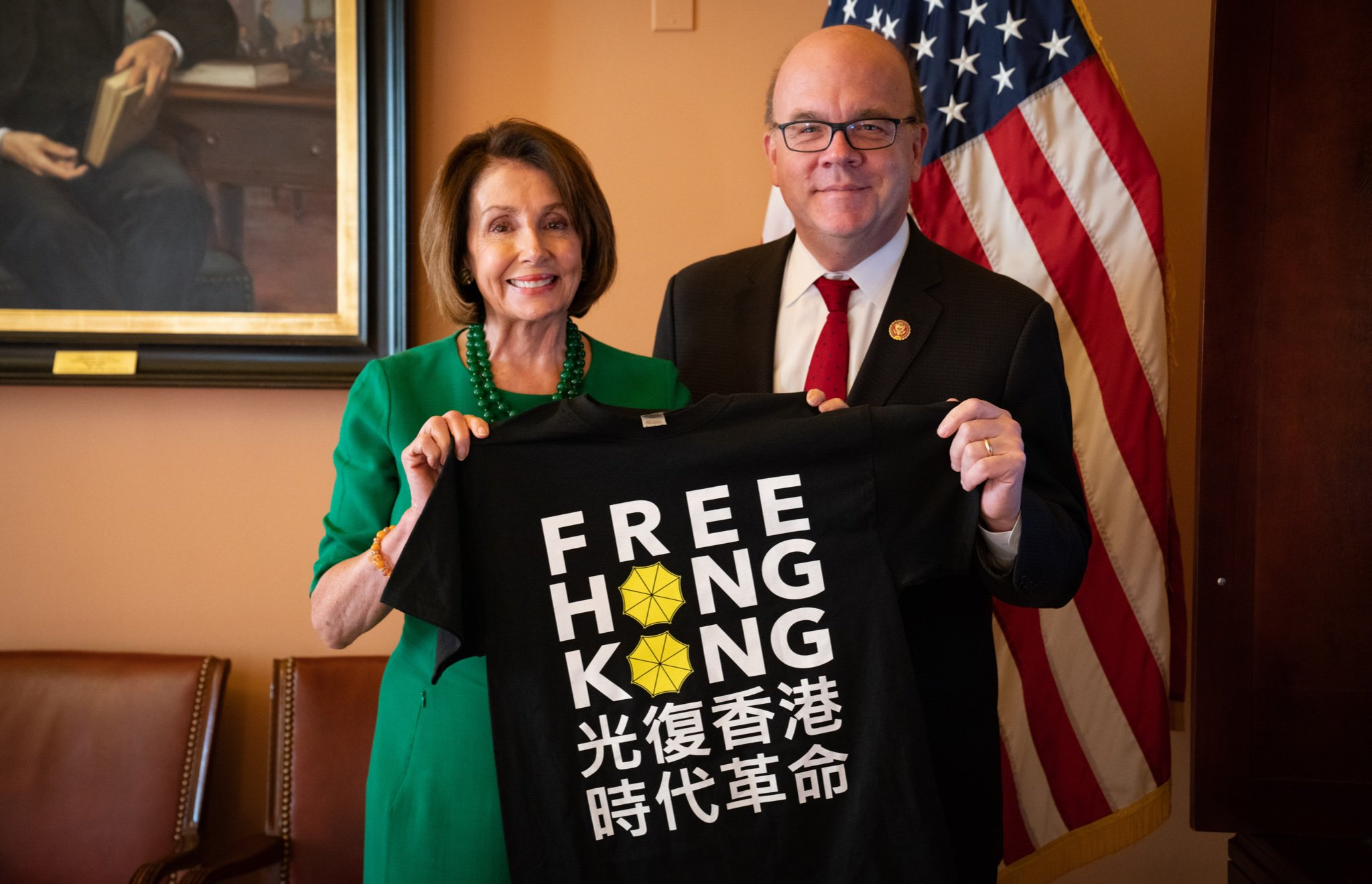
南希·佩洛西及吉姆·麥克高文手特一件印有「光復香港，時代革命」的T恤

國務院發言人聲援6月9日的示威，指「昨日數十萬計人參與的和平示威清楚反映公眾對條例的反對立場」。
眾議院議長南茜·佩洛西於6月12日強烈譴責法案並支持示威者：「愛自由之心被在週日和平遊行、爭取權利、捍衛主權和反對極劣的修例的一百萬男女之勇氣所感動」，並稱美國與港人同行。 其後又於8月6日和8日發出聲明，再次讚揚香港示威者的勇氣。又承諾日後國會復會後民主和共和兩黨會聯手推進《香港人權與民主法案》的立法工作，以保障香港的法治和民主自由，同時支持爭取自由民主的港人。又於13日指譴責香港特區政府以及香港警察針對香港人民持續升級的暴力，南茜·佩洛西呼籲香港行政長官和立法會必須全面、立即撤回引渡法案，調查並結束警方的暴力，實行普選，從而最終全面呼應香港人民合法的民主訴求。在9月4日香港行政長官林郑月娥宣布正式撤回《逃犯条例》修例方案后，南希·佩洛西发表声明，欢迎香港当局撤回这项危险的条例，并呼吁拿出更多行动，全面满足香港人民的合法诉求。10月4日，她指出港府借緊急法制定禁蒙面法不但無法回應民怨，反而引來更多對表達自由的憂慮。
美國副總統彭斯、國務卿蓬佩奧等7月9日前分別會見了香港傳媒商人黎智英。蓬佩奧表示，香港抗议是合理的，在美国也常遇到抗议，希望中国政府做正确的事情，尊重现有涉港协议。
總統唐納·川普稱他相信中港兩地「能自行解決紛爭」。他亦肯定「有一百萬人（遊行）」，並稱「那是我見過最大規模的遊行」。 國務卿邁克·蓬佩奧稱總統特朗普會與習近平在G20大阪峰會談論香港問題。「我們明白香港發生的事情，我們看著香港人為自己的價值發聲。」隨後川普也確認曾在峰會中與習近平就香港問題「談了幾句」。他亦認為7月1日闖入立法會的示威者是渴望香港有民主並表示：「他們追求民主，我認為大部份人希望擁有民主。可惜，有些政府不想有民主。」「全部就是如此一回事，是關乎民主，沒有事物比民主更好。」他於7月尾讚揚習近平對局勢「負責任」，亦認為香港的示威「相對而言不算暴力」。但川普於8月1日又改口稱香港“骚亂持续了很长时间”，“香港是中国的一部分，他们必须自己解决。他们不需要别人的建议。”對此，中華人民共和国外交部发言人华春莹對川普部分讲话表示认同。华春莹表示：“我觉得这一次特朗普总统至少有两句话说得是对的。第一，香港目前进行的是一种骚乱、暴动；第二，香港是中国的一部分。”8月14日，川普表示，中国希望达成贸易协议，但其应该首先“人道地”对待香港。8月15日，川普在Twitter上發布推文敦促習近平與香港抗議者會面。8月30日，川普被媒體問及香港情勢時表示，因為美中貿易談判，讓中國緩和對香港示威活動的反應。如果沒有貿易談判，香港會遭遇更大麻煩。10月11日，美国总统特朗普表示，香港的抗议活动正在减弱，他与中国方面讨论了香港问题，现在香港抗议人数已经减少了，问题会“自行解决”（take care of itself）的。
美国参议院多数党领袖米奇·麦康奈尔2019年8月21日在华尔街日报上发表了一篇题目是“我们与香港站在一起”的文章，麦康奈尔在文章中警告如果中國镇压香港的抗议活动将会付出“真实而痛苦的代价”。隨後米奇·麦康奈尔又在推特上警告“对中国政府镇压香港人和平维权努力的任何企图，美国必将做出重大回应。中国政府正在玩火，但愿他们不会走得太远。”
美國在台協會前主席卜睿哲在2019年10月1日，華盛頓出席的一個座談會中提到，北京的勢力非常強大，香港示威者應該「見好就收」，希望香港的示威者不要將美國國會審議的「香港人權與民主法案」，解讀成美國非常支持他們的表現，若他們這樣解讀，可能會準備冒他們不應冒的險。 曾任摩根史坦利首席經濟學家和亞洲區主席的史蒂芬·羅奇认为港府对逃犯条例的处理严重失当；对该条例的不满存在合理诉求。但抗议活动已完全失控，正在撕毁香港的未来。
2019年10月24日，美國副總統彭斯在伍德羅·威爾遜國際學者中心發表演說。彭斯表示，他很高興看到香港当局撤回《逃犯条例》修订。他说，过去几个月以来，香港数百万人为保障自身权利和平示威，美国与香港站在一起，美国人民仰慕你们，他敦促香港示威者以非暴力方式继续走下去。彭斯同时敦促中国展现克制，并履行其尊重香港人民的承诺。
2019年11月19日，美國參議院通過《香港人權與民主法案》。次日美國眾議院通過參議院版本的法案。《香港人權與民主法案》在美國總統批准後將正式生效。
2020年5月27日，美國國務卿蓬佩奧發表聲明，確認香港不再享有高度自治，表示香港不再保證繼續享有美國特殊待遇。

### 加拿大
外交部長方慧蘭於6月12日發佈聲明，指加拿大一直跟進着此法案，加拿大再次確認這次示威是史上其中一次最大規模去展示市民對議案之關注的示威。她寫道：「加拿大保持關注對此法案，因這對加人在港從商信心，以及香港的國際聲譽，構成潛在的影響。聲明呼籲港府聆聽市民以至國際社會的聲音，同時保障高度自治和獨立的司法系統。」
總理賈斯汀·杜魯多於8月12日表示，他們非常關注香港局勢，並看到緩和緊張局勢的必要性。他又呼籲和平、秩序、對話。

### 委內瑞拉
委內瑞拉外交部長阿雷亞薩9月7日發表聲明，首次回應香港的反對修訂《逃犯條例》風波，譴責暴力事件並指摘外國勢力興波作浪，損害中國內部秩序、公共安全及領土完整，強調支持中國政府、人民，以及港府維持和平安寧。馬杜羅亦談及香港局勢，指控美國把對付委內瑞拉的手段，應用在香港上，批評華府在香港製造顏色革命，並嘗試在中國主權上帶來嚴重問題。

## 大洋洲

### 
外交部長馬里斯·佩恩於6月尾稱：「（我們）支持人民和平示威和行使言論自由的權利，我們也呼籲各方保持克制，避免暴力」。首位華裔、香港出生的眾議員廖嬋娥亦聲援示威者，並呼籲以和平對話解決紛爭。
總理斯科特·莫里遜則質疑大陸官方指香港示威出現恐怖主義苗頭的說法。他在8月的記者招待會中表示，林鄭月娥必須小心聆聽示威者的心聲，以化解紛爭。
在政府宣布將動議撤回條例後，在野工黨參議院領袖黃英賢表示歡迎港府決定，但同時呼籲港府回應其餘四大訴求。

### 新西兰
副總理兼外交部長溫斯頓·彼得斯於6月表示欽佩香港示威者之勇氣，並表示一國兩制必須被尊重。總理傑辛達·阿德恩則在8月聲援在當地大學支持香港示威的示威者之表達自由。
2019年8月14日，新西兰外交贸易部称随着香港局势的恶化，已制定经济计划，有必要时撤离在香港的新西兰人。

## 國際組織

### 联合国
联合国人权事务高级专员巴切莱特谴责任何形式的暴力或破坏财产的行为，并敦促所有参加示威的人以和平方式表达自己的观点。同時她呼吁香港当局和民众进行公开和包容的对话，以和平方式解决所有问题。人权高专办亦注意到香港执法人员違規使用武器並可能由此產生重大傷亡事故。人权高专办敦促香港特别行政区当局保持克制，确保和平表达意见者的权利得到尊重和保护，並立即調查執法人員違規事件。10月5日巴切莱特再次表示，对过去几天香港示威活动期间的严重暴力及所造成的人身伤害极为担忧。

### 欧洲联盟
對外事務部於6月12日指「（市民遊行示威的） 權利須獲尊重」，「多年來，港人一直行使自由及和平表達意見的基本權利。此權利須獲尊重。」
在香港警方於8月30日逮捕香港眾志的黃之鋒、周庭等人後，欧盟外交与安全政策高级代表费代丽卡·莫盖里尼对媒体称，“香港的发展，尤其是过去几个小时的发展，令人极为担忧。”她希望香港当局“尊重集会，言论和集会的自由”，她也希望民众可以和平示威。

### 国际工会联盟
國際工會聯盟於2019年8月17日發表聲明，呼籲旗下來自163個國家的331工會組織，向各國的中華人民共和國大使館進行抗議，要求香港政府釋放反對逃犯條例修訂草案運動中的被捕人士，並且獨立調查侵犯人權的警暴。

### G7
第45屆七大工業國組織會議閉幕後七大工業國組織發表联合声明，重申中英聯合聲明对香港的存在和重要性，并要求避免暴力。

## 其他

### 匿名者泄露警察个人资料
声称因為不滿香港政府與香港警員暴力鎮壓，匿名者在網站公布了香港警員的個人資料。

### 香港机场航班停飞
2019年8月9日至11日，示威者在香港机场进行静坐等示威活动，对游客造成一定影响。
12日下午，香港国际机场全面停止运作，当天所有剩余航班取消。同日，民主進步黨指責機場停航為 "一場沒有戒嚴的戒嚴"。
13日，虽然开始办理部分登机业务，但仍未完全恢复。
截至13日上午10点，香港机场已取消进出港航班322架次。香港機場管理局称，受机场集会影响，除了已经完成登机程序的航班及正前往香港的航班，2019年8月12、13日不少航班取消，令機管局蒙受損失。由于示威者堵塞了登机闸口，民众出行受到影响，有旅客甚至恳求示威者放行但遭到拒绝。
14日，在香港机场的第二夜混乱后，航班得到了恢复。
25日，美国联合航空公司宣布将从下月起暂停芝加哥奥黑尔国际机场与香港机场间的航班。

### 多國向港發出旅遊警示
截至2019年11月20日，至少40個國家發出香港旅遊警示。
| 國家     | 發出日期 | 警示級別                                        | 備註                                                         | 官網    |
| -------- | -------- | ----------------------------------------------- | ------------------------------------------------------------ | ------- |
| 爱尔兰   | 7月16日  | 高度警戒（High Degree of Caution）              | 愛爾蘭外交部將香港及澳門歸為同一地區，故此項警示對兩地均適用 | [ 184 ] |
|          | 8月6日   | 高度警戒（High Degree of Caution）              |                                                              | [ 185 ] |
| 美国     | 8月7日   | 第二級別（Exercise Increased Caution）          | 美國國務院指香港出現內部動盪／內亂                           | [ 188 ] |
| 加拿大   | 8月8日   | 高度警戒（High Degree of Caution）              |                                                              | [ 189 ] |
| 新加坡   | 8月8日   | 旅遊忠告（Travel Advisory）                     |                                                              | [ 190 ] |
| 日本     | 8月14日  | 第一級別：注意安全（Level 1: Exercise Caution） |                                                              | [ 191 ] |
|          | 11月15日 | 第二級別：黃色（克制）                          |                                                              | [ 192 ] |
| 中華民國 | 7月26日  |                                                 | 陸委會再次提醒國人注意旅遊安全，避免前往香港遊行示威地點     |         |
| 英国     |          |                                                 | 在其駐港使館Facebook不斷更新提醒                             |         |
| 俄羅斯   |          |                                                 | 在其駐港使館Facebook不斷更新提醒                             |         |

### 外資企業撤出香港
《BBC》報導，不少外資企業擔憂香港漸漸向中國靠攏，例如一間人工智能初創企業MIRO因被潛在投資者質疑為何將總部設於香港，而決定遷往美國。

### 劍橋大學取消香港區的面試
11月18日，劍橋大學有鑒於香港局勢，取消11月末原定的香港區面試直至另行安排。